# Heteropoda chengbuensis
Heteropoda chengbuensis är en spindelart som beskrevs av Wang 1990. Heteropoda chengbuensis ingår i släktet Heteropoda och familjen jättekrabbspindlar. Inga underarter finns listade i Catalogue of Life.